# فريدريك بيترسون
فريدريك بيترسون (بالسويدية: Fredrik Pettersson)‏ (و. 1987  م) هو لاعب هوكي الجليد، من السويد، ولد في غوتنبرغ، مركز لعبه هو جناح ‏.

## روابط خارجية
- فريدريك بيترسون على موقع دوري الهوكي الوطني (الإنجليزية)
- فريدريك بيترسون على موقع دوري الهوكي للقارات (الإنجليزية)
- فريدريك بيترسون على موقع EliteProspects.com (الإنجليزية)
- فريدريك بيترسون على موقع Eurohockey.com (الإنجليزية)
- فريدريك بيترسون على موقع HockeyDB.com (الإنجليزية)
- فريدريك بيترسون على موقع أوليمبيديا (الإنجليزية)
- فريدريك بيترسون على موقع اللجنة الأولمبية السويدية (السويدية)